# Dennis Sarfate
Dennis Scott Sarfate, né le 9 avril 1981 à New York, est un joueur américain de baseball qui a joué avec les Orioles de Baltimore en Ligue majeure de baseball. Après la saison 2009, ce lanceur de relève compte 92 matchs joués pour une moyenne de points mérités de 4,53. Il joue aujourd'hui avec l'équipe des Fukuoka SoftBank Hawks, au Japon.

## Biographie
Lors de ses études secondaires à la Gilbert High Scholl de Gilbert (Arizona), Dennis Sarfate est sélectionné All-American et nommé lanceur de l'année en 1999. Il repousse l'offre des Rangers du Texas qui l'ont choisi lors de la draft du 2 juin 1999 et suit des études supérieures au Chandler-Gilbert Community College et à l'Université d'État de l'Arizona. Il porte les couleurs des Arizona State Sun Devils en 2000.
Sarfate rejoint les rangs professionnels à la suite de la draft du 5 juin 2001. Il est sélectionné par les Astros de Houston.
Il débute en Ligue majeure le 6 septembre 2006.
Sarfate est transféré chez les Astros de Houston le 11 septembre 2007. Il est ensuite échangé aux Orioles de Baltimore le 12 décembre 2007 à l'occasion d'un échange impliquant plusieurs joueurs.

## Statistiques
En saison régulière
| Statistiques de lanceur |           |    |    |    |     |    |   |   |       |     |      |
| Saison                  | Équipe    | G  | GS | CG | SHO | SV | V | D | IP    | SO  | ERA  |
| 2006                    | Milwaukee | 8  | 0  | 0  | 0   | 0  | 0 | 0 | 8.1   | 11  | 4,32 |
| 2007                    | Houston   | 7  | 0  | 0  | 0   | 0  | 1 | 0 | 8.1   | 14  | 1,08 |
| 2008                    | Baltimore | 57 | 4  | 0  | 0   | 0  | 4 | 3 | 79.2  | 86  | 4,74 |
| 2009                    | Baltimore | 20 | 0  | 0  | 0   | 0  | 0 | 1 | 23.0  | 20  | 5,09 |
| Totaux                  | Totaux    | 92 | 4  | 0  | 0   | 0  | 5 | 4 | 119.1 | 131 | 4,53 |

Note: G = Matches joués ; GS = Matches comme lanceur partant ; CG = Matches complets ; SHO = Blanchissages ; 
V = Victoires ; D = Défaites ; SV = Sauvetages ; IP = Manches lancées ; SO = retraits sur des prises ; ERA = Moyenne de points mérités.